# 劉不息
劉不息（1526年—1585年），字體道，號觀海，山東兖州府滋陽縣人，軍籍，明朝政治人物。

## 生平
隆慶元年（1567年）丁卯科山東鄉試第十六名舉人。隆慶二年（1568年）中式戊辰科會試第八十名，三甲第二百四十六名進士。授宝坻知县，五年（1571年）九月擢户科给事中，六年七月升礼科右，九月升礼科左，萬曆元年（1573年）升吏科都给事中，三年五月升太仆寺少卿，五年以内艰归，服阕，赴京謁选，以疾请告，卒于家。

## 家族
曾祖劉鉞；祖父劉敏；父劉麟，母王氏。